# 302-га піхотна дивізія (Третій Рейх)
302-га піхотна дивізія (Третій Рейх) (нім. 302. Infanterie-Division) — піхотна дивізія Вермахту, що входила до складу німецьких сухопутних військ у роки Другої світової війни. З'єднання сформоване у листопаді 1940 року під час 13-ї хвилі мобілізації в Нойштреліц в Померанії. З квітня 1941 до грудня 1942 року виконувало окупаційні функції в районі Дьєппа на північному заході Франції. 19 серпня 1942 року у смузі відповідальності дивізії британсько-канадські війська здійснили спробу висадки морського десанту, яка була відбита з колосальними втратами для атакуючої сторони. Взимку 1942—1943 років 302-гу дивізію передислокували на Східний фронт до складу армійської групи «Голлідта», що стримувала радянський наступ під Ворошиловградом. Участь у важких боях на сході та півдні України, на Міусі, під Запоріжжям, Нікополем, Миколаєвим, Одесою. У квітні 1944 року 302-га піхотна дивізія перейшла до оборони позицій під Тигиною. У серпні 1944 року розгромлена в ході Другої Яссько-Кишинівської операції й незабаром розформована.

## Історія з'єднання

### Західний фронт
302-га піхотна дивізія була створена 12 листопада 1940 року під час 13-ї хвилі мобілізації в Нойштреліц в Померанії за рахунок комплектування по однієї третини від 75-ї та 292-ї піхотних дивізій, а також батальйонів внутрішньої охорони. У квітні 1941 року дивізію, яка тоді вважалася статичною піхотною дивізією, перевели для виконання окупаційних функцій на територію Франції в район Дьєппа.
19 серпня 1942 року британсько-канадські війська висадилися в районі Дьєппа (операція «Ювілей»). Канадський полк висадився в Пуйсі після 5:00 ранку — пізніше, ніж очікувалося, і тому вже не під покровом темряви — де його негайно обстріляли війська 302-ї дивізії. Протягом години 225 з 600 канадських солдатів загинули, ще 264 потрапили в полон і лише 33 вдалося повернутися до Англії. До 4:50 ранку друга хвиля висадилася в Пурвілі. Вони також не змогли досягти своїх цілей через сильний опір німців і були змушені відступити. О 5:20 ранку британські солдати висадилися на плацдарм у Дьєппі, де їх негайно обстріляли з важких кулеметів. Танки «Черчилль», висаджені для підтримки дій піхоти, також були здебільшого знищені. О 10:50 командування Об'єднаних сил вторгнення віддало наказ про відхід. До того часу угруповання союзників зазнало втрату 4359 людей, у тому числі 1179 загиблими і 2190 полоненими. Британські і канадські Королівські повітряні сили втратили 119 літаків, переважно «Спітфайри». У порівнянні з військами союзників, які висадилися на берег, були захоплені, поранені або вбиті, німецькі сухопутні війська втратили 311 військових убитими та 280 пораненими. За бойові заслуги у цьому бою дивізія отримала прізвисько «Дьєппська дивізія».

### Східний фронт
З 28 грудня 1942 року 302-га дивізія була перекинута залізницею на Східний фронт і, прибувши, була включена до складу армійської групи «Голлідта», що стримувала радянський наступ під Ворошиловградом. Завданням дивізії було не допустити подальшого просування Червоної армії в напрямку зі сходу або півночі до тих пір, поки група армій «A» не виведе свої сили з району на південь від Дону, здолавши цю річку, або відступить на кубанський плацдарм. Дивізія прийняла у 7-ї танкової дивізії ділянку фронту по обидва боки від Каменська. На початку лютого 1943 року дивізія відійшла до Міуса і зайняла оборону на новому рубежі східніше річки на північ і південь від Іванівки. Навесні 1943 року радянський наступ зупинився і підрозділи з'єднання перейшли до позиційної оборони.
17 липня 1943 року Червона армія почала новий наступ на ділянці оборони 302-ї дивізії, який німецьким військам вдалося відбити. 31 серпня дивізія отримала наказ залишити свої позиції на Міусі і під покровом ночі вийти на рубіж по обидва боки Красного Кута. Це поклало початок відступу, який завершився на Нікопольському плацдармі на Дніпрі лише в жовтні 1943 року після приблизно 350 кілометрів ар'єргардних боїв та маршів на захід. До моменту виходу на плацдарм дивізія зазнала значних втрат, боєздатність різко знизилася. У важких оборонних боях ліве крило дивізії було відкинуто з берегів Дніпра, до січня 1944 року знекровлені та знесилені частини вели оборонні бої.
31 січня-1 лютого 1944 року 8-ма радянська гвардійська армія переважаючими силами з наміром перерізати плацдарм з півночі вторглася на плацдарм. Через загрозливу обстановку Нікопольський плацдарм був залишений. Дивізія подолала міст із Кам'янки на Нікополь, діючи як ар'єргард головних сил.
Радянські війська, що наступали на південь від Апостолове, тим часом зайняли Велику Костромку і таким чином практично оточили 11 німецьких дивізій; залишився невеликий проміжок у бойових порядках завширшки близько 7 км. 302-й піхотній дивізії було визначено завдання відбити противника, який наступав через Велику Костромку, і опанувати населений пункт, забезпечивши вихід оточених німецьких частин через пролом в обороні Червоної армії. Наступ дивізії почався 8 лютого і завершився відвоюванням Великої Костромки. Село зазнавало затятих боїв до 26 лютого 1944 року, коли залишки дивізії змогли відступити за Інгулець.
17 березня 302-га піхотна дивізія форсувала Інгул. Потім дивізія з боями відійшла до Миколаєва. Залишки дивізії були включені в оборонний периметр фронту навколо Миколаєва. 24 березня 1944 року Миколаїв був евакуйований і дивізія перейшла на західний берег Бугу. Далі формування дивізії продовжили відступ у бік Дністра. Частини відступали з боями загалом на захід північніше Одеси. Радянські атаки з північного напрямку доводилося відбивати знову і знову.
16 квітня 1944 року залишки 302-ї піхотної дивізії форсували Дністровський лиман як остання німецька дивізія, що перейшла на правий берег. Відразу після переходу дивізія зайняла оборонні позиції від південно-східної Тигіни приблизно до 9 км на північ від Тигіни. Дивізії вдалося блокувати та обмежити російський плацдарм під Тирасполем. Приблизно з 20 квітня фронт майже завмер до 20 серпня 1944 року.
20 серпня 1944 року розпочався великий наступ Червоної армії проти групи армій «Південна Україна». Дивізію було вибито зі своїх позицій і згодом вона з боями відступила. Остаточно оточена і знищена 26 серпня 1944 року в районі 25 км на захід від Гура-Галбеней і приблизно в 20 км на схід від Пруту. Рештки, що залишилися, передали на поповнення 76-ї та 15-ї піхотних дивізій. Наказом від 9 жовтня 1944 р. (№ I/19539/44) 302-га піхотна дивізія була оголошена розформованою.

## Райони бойових дій
- Німеччина (листопад 1940 — квітень 1941);
- Франція (квітень 1941 — грудень 1942);
- Східний фронт (південний напрям) (січень 1943 — серпень 1944).

## Командування

### Командири
- генерал-лейтенант Конрад Газе (нім. Konrad Haase) (15 листопада 1940 — 26 листопада 1942);
- генерал-лейтенант Отто Ельфельдт (26 листопада 1942 — 12 листопада 1943);
- генерал-лейтенант, доктор Карл Рюдігер (нім. Karl Rüdiger) (12 листопада 1943 — 25 січня 1944);
- генерал-лейтенант Еріх фон Боген (25 січня — липень 1944);
- оберст Віллі Фішер (нім. Willi Fischer) (липень — серпень 1944).

### Підпорядкованість
| Час        | Корпус         | Армія              | Група армій (округ)            | Штаб                 |
| ---------- | -------------- | ------------------ | ------------------------------ | -------------------- |
| 1940       |                |                    |                                |                      |
| листопад   | формування     | формування         | ВО II                          | Нойштреліц           |
| 1941       |                |                    |                                |                      |
| травень    | XXXII КОП      | 15 А               | Група армій «D»                | Дьєпп                |
| 1942       |                |                    |                                |                      |
| 1 січня    | XXXII КОП      | 15 А               | Група армій «D»                | Дьєпп                |
| червень    | LXXXI ак       | 15 А               | Група армій «D»                | Дьєпп                |
| 1943       |                |                    |                                |                      |
| 1 січня    | передислокація | передислокація     | Група армій «D»/Резерв ОКГ     | Франція              |
| 6 січня    | передислокація | передислокація     | Група армій «Дон»              | Ворошиловград        |
| 14 січня   | передислокація | передислокація     | Група армій «B»                | Ворошиловград        |
| 15 січня   |                | АГр «Фреттер-Піко» | Група армій «Південь»          | Ворошиловград        |
| 17 січня   | XXXXVIII тк    | АГр «Голлідт»      | Група армій «Дон»              | Каменськ-Шахтинський |
| 19 лютого  | XVII ак        | АГр «Голлідт»      | Група армій «Південь»          | Каменськ-Шахтинський |
| 6 березня  | XVII ак        | 6 А                | Група армій «Південь»          | Красний Луч          |
| 15 вересня | IV ак          | 6 А                | Група армій «A»                | Запоріжжя            |
| листопад   | IV ак          | 1 ТА               | Група армій «Південь»          | Нікополь             |
| 1944       |                |                    |                                |                      |
| 1 січня    | XVII ак        | 6 А                | Група армій «Південь»          | Нікополь             |
| лютий      | IV ак          | 6 А                | Група армій «Південь»          | Нікополь             |
| березень   | IV ак          | 6 А                | Група армій «A»                | Архангельське        |
| квітень    | —              | 6 А                | Група армій «Південна Україна» | Благоєве             |
| травень    | XXX ак         | 6 А                | Група армій «Південна Україна» | Тигіна               |

### Склад
| 1940                                | 1944                       |
| ----------------------------------- | -------------------------- |
| 570-й піхотний полк                 | 570-й гренадерський полк   |
| 571-й піхотний полк                 | —                          |
| 572-й піхотний полк                 | 572-й гренадерський полк   |
| —                                   | 125-та дивізійна група     |
| —                                   | 302-й самокатний батальйон |
| 302-й протитанковий дивізіон        | —                          |
| 302-й артилерійський полк           |                            |
| 302-й інженерний батальйон          |                            |
| —                                   | 302-й запасний батальйон   |
| 302-й дивізійний батальйон зв'язку  |                            |
| Управління постачання 302-ї дивізії |                            |